# Erotica (bài hát)
"Erotica" là một bài hát của nghệ sĩ thu âm người Mỹ Madonna nằm trong album phòng thu thứ năm cùng tên của cô (1992). Nó được phát hành vào ngày 29 tháng 9 năm 1992 như là đĩa đơn đầu tiên trích từ album bởi Maverick Records cũng như Sire Records và Warner Bros. Records. Bài hát sau đó còn xuất hiện trong những album tuyệt phẩm của Madonna, như GHV2 (2001) và Celebration (2009). "Erotica" được viết lời và sản xuất bởi Madonna và Shep Pettibone, với sự tham gia hỗ trợ viết lời từ Anthony Shimkin. Về mặt âm nhạc, nó bao gồm những đoạn hát nói và là một lời ngợi ca đến S&M, trong đó Madonna sử dụng bút danh "Dita". Nữ ca sĩ mong muốn người yêu của cô trở nên bị động hơn trong vấn đề tình dục và giúp anh khám phá những ranh giới giữa nỗi đau và niềm vui.
Sau khi phát hành, "Erotica" nhận được những phản ứng tích cực từ các nhà phê bình âm nhạc, trong đó họ gọi nó là đỉnh cao của sự đổi mới trong sự nghiệp của Madonna, mặc dù một số người khác cảm thấy nó thật kinh dị. Bài hát cũng gặt hái những thành công vượt trội về mặt thương mại, đứng đầu các bảng xếp hạng ở Ý và Hy Lạp, và lọt vào top 5 ở nhiều thị trường như Úc, Canada, Phần Lan, Ireland, New Zealand, Na Uy, Bồ Đào Nha, Tây Ban Nha, Thụy Điển và Vương quốc Anh. Tại Hoa Kỳ, "Erotica" ra mắt ở vị trí thứ 13 trên bảng xếp hạng Billboard Hot 100, trở thành một trong những bài hát đạt thứ hạng ra mắt cao nhất trong lịch sử bảng xếp hạng lúc bấy giờ, và sau đó đạt vị trí thứ ba. Ngoài ra, nó còn ra mắt ở vị trí thứ hai trên bảng xếp hạng sóng phát thanh ở Hoa Kỳ, một kỷ lục vô tiền khoáng hậu vẫn chưa bị phá vỡ đến nay.
Video ca nhạc cho "Erotica" được đạo diễn bởi nhà nhiếp ảnh gia thời trang Fabien Baron, trong đó Madonna hóa thân thành một người phụ nữ đeo mặt nạ và xen kẽ với những hình ảnh từ cuốn sách Sex của cô, với sự tham gia của nhiều nhân vật nổi tiếng như Naomi Campbell và Big Daddy Kane. Nó đã gây nên làn sóng tranh cãi lớn ngay sau khi ra mắt, và chỉ được phát sóng ba lần trên MTV, tất cả đều sau khoảng thời gian 10 giờ tối, trước khi bị cấm chiếu hoàn toàn. Madonna đã trình diễn "Erotica" ở ba chuyến lưu diễn thế giới trong sự nghiệp của cô, bao gồm The Girlie Show World Tour (1993), Confessions Tour (2006) và gần nhất là tại The MDNA Tour (2012). Bài hát cũng đã được hát lại bởi một số nghệ sĩ.

## Danh sách bài hát
| Đĩa 7" tại Hoa Kỳ, đĩa đơn cassette / CD 3" tại Nhật 1. "Erotica" (bản album) — 5:17 2. "Erotica" (không lời) — 5:17 Đĩa đơn cassette và 7" tại châu Âu 1. "Erotica" (bản album chỉnh sửa) — 4:32 2. "Erotica" (bản không lời) — 5:17 Đĩa CD maxi tại Hoa Kỳ 1. "Erotica" (bản album chỉnh sửa) — 4:32 2. "Erotica" (Kenlou B-Boy Mix) — 6:27 3. "Erotica" (WO 12") — 6:12 4. "Erotica" (Underground Club Mix) — 4:57 5. "Erotica" (Masters At Work Dub) — 4:57 6. "Erotica" (Jeep Beats) — 5:53 7. "Erotica" (Madonna's in My Jeep Mix) — 5:50 Đĩa hình 12", 12" tại Vương quốc Anh / Đĩa 12" và CD tại châu Âu 1. "Erotica" (bản album) — 5:17 2. "Erotica" (bản không lời) — 5:12 3. "Erotica" (radio chỉnh sửa) — 4:33 | Đĩa đơn cassette maxi tại Hoa Kỳ 1. "Erotica" (Kenlou B-Boy Mix) — 6:23 2. "Erotica" (Jeep Beats) — 5:48 3. "Erotica" (Madonna's In My Jeep Mix) — 5:46 4. "Erotica" (William Orbit 12") — 6:07 5. "Erotica" (Underground Club Mix) — 4:53 6. "Erotica" (Bass Hit Dub) — 4:47 Đĩa CD Maxi tại châu Âu 1. "Erotica" (William Orbit 12") — 6:07 2. "Erotica" (Kenlou B-Boy Mix) — 6:25 3. "Erotica" (Underground Club Mix) — 4:53 4. "Erotica" (William Orbit Dub) — 4:53 5. "Erotica" (Madonna's In My Jeep Mix) — 5:46 Đĩa EP tại Nhật 1. "Erotica" (radio chỉnh sửa) — 4:33 2. "Erotica" (Kenlou B-Boy Mix) — 6:25 3. "Erotica" (William Orbit 12) — 6:07 4. "Erotica" (Underground Club Mix) — 4:53 5. "Erotica" (Masters At Work Dub) — 4:51 6. "Erotica" (Jeep Beats) — 5:48 7. "Erotica" (Madonna's In My Jeep Mix) — 5:46 Đĩa CD quảng cáo Sex 1. "Erotic" — 5:20 |

## Xếp hạng
| Bảng xếp hạng (1992)                | Vị trí cao nhất |
| ----------------------------------- | --------------- |
| Úc (ARIA)                           | 4               |
| Áo (Ö3 Austria Top 40)              | 15              |
| Bỉ (Ultratop 50 Flanders)           | 8               |
| Canada (The Record)                 | 2               |
| Đan Mạch (Tracklisten)              | 6               |
| Châu Âu (European Hot 100 Singles)  | 1               |
| Phần Lan (Suomen virallinen lista)  | 2               |
| Pháp (SNEP)                         | 23              |
| Đức (Official German Charts)        | 13              |
| Hy Lạp (IFPI)                       | 1               |
| Ý (FIMI)                            | 1               |
| Ireland (IRMA)                      | 4               |
| Hà Lan (Dutch Top 40)               | 8               |
| Hà Lan (Single Top 100)             | 10              |
| New Zealand (Recorded Music NZ)     | 3               |
| Na Uy (VG-lista)                    | 2               |
| Bồ Đào Nha (AFP)                    | 2               |
| Tây Ban Nha (AFYVE)                 | 4               |
| Thụy Điển (Sverigetopplistan)       | 3               |
| Thụy Sĩ (Schweizer Hitparade)       | 8               |
| Anh Quốc (OCC)                      | 3               |
| Hoa Kỳ Billboard Hot 100            | 3               |
| Hoa Kỳ Dance Club Songs (Billboard) | 1               |
| Hoa Kỳ Pop Airplay (Billboard)      | 9               |
| Hoa Kỳ Rhythmic (Billboard)         | 5               |

| Bảng xếp hạng (1992)                 | Vị trí |
| ------------------------------------ | ------ |
| Australia (ARIA)                     | 54     |
| Belgium (Ultratop 50 Flanders)       | 90     |
| Europe (European Hot 100 Singles)    | 45     |
| Italy (FIMI)                         | 13     |
| Japan (Tokyo Hot 100)                | 14     |
| Netherlands (Dutch Top 40)           | 95     |
| Norway Autumn Period (VG-lista)      | 7      |
| UK Singles (Official Charts Company) | 67     |

## Chứng nhận
| Quốc gia                                                                           | Chứng nhận | Số đơn vị/doanh số chứng nhận |
| ---------------------------------------------------------------------------------- | ---------- | ----------------------------- |
| Úc (ARIA)                                                                          | Vàng       | 35.000^                       |
| Hoa Kỳ (RIAA)                                                                      | Vàng       | 500.000^                      |
| * Chứng nhận dựa theo doanh số tiêu thụ. ^ Chứng nhận dựa theo doanh số nhập hàng. |            |                               |